# Kollagen-Typ 5α1
Kollagen Typ V, alpha 1, auch bekannt als Alpha-1-Typ-V-Kollagen, ist ein fibrilläres Kollagen, das im menschlichen Organismus vom Gen COL5A1 codiert wird. Es ist integraler Bestandteil von Geweben und reguliert die Anordnung von heterotypischen Nervenfasern. COL5A1 wird häufig in mesenchymalen Stamm/Stroma-Zellen des Knochenmarks und in Amnionzellen exprimiert.

## Struktur und Funktion
COL5A1 besitzt zwei Domänen: Zum einen die Laminin G-like-Domäne (Position: 72–244) und zum anderen die Fibrillar collagen NC1-Domäne (NC1 steht für C-terminal und nicht-kollagen, Position: 1609–1837). Des Weiteren besitzt COL5A1 vier markante Regionen:
- nicht-helikale Region (Position: 231–443, Länge: 213)
- unterbrochene kollagene Region (Position: 444–558, Länge: 115)
- tripelhelikale Region (Position: 559–1570, Länge: 1012)
- nicht-helikale Region (Position: 1581–1605, Länge: 35)

Der C-Terminus, auch bekannt als COLFI-Domäne, spielt eine entscheidende Rolle im Gewebewachstum und dessen Reparatur. Dabei kontrolliert es die intrazelluläre Zusammensetzung von Prokollagenmolekülen und von extrazellulären Kollagenfibrillen. Dabei bindet die COLFI-Domäne ein Calcium-Ion, damit ihre Funktion zum Tragen kommt. An den Positionen 1660 und 1662 bildet der C-Terminus Carbonylgruppen aus, um das Calcium-Ion binden zu können.
COL5A1 spielt eine fundamentale Rolle bei der Kontrolle der Fibrillogenese. Außergewöhnlich ist, dass es gegenüber Kollagenasen resistent, aber gegenüber Trypsin empfindlich wirkt. Als Bestandteil des untergeordneten Bindegewebes ist es beinahe ubiquitär verteilt. Es kann sich an die DNA, an Heparansulfat, Thrombospondin, Heparin und Insulin binden.

## Mutationen
Mutationen in diesem Gen werden mit dem Ehlers-Danlos-Syndrom, Klassischer Typ assoziiert.